# Новосёлов, Игорь Алексеевич
И́горь Алексе́евич Новосёлов (8 ноября 1923, Сернур, Марийская автономная область, РСФСР, СССР — 28 июля 1992, Москва, Россия) — советский партийный и государственный деятель. Заместитель Председателя Президиума Верховного Совета Марийской АССР (1980—1985), секретарь по идеологии Марийского областного комитета КПСС (1979—1985). Заслуженный работник культуры Марийской АССР (1973). Участник Великой Отечественной войны. Член ВКП(б) с 1943 года.

## Биография
Родился 8 ноября 1923 года в п. Сернур ныне Сернурского района Марий Эл. Из-за частых переездов родителей учился в школах Сернура, Йошкар-Олы, Кирова, в 1941 году с отличием окончил среднюю школу в Можайске Московской области.
В августе 1941 года из подмосковного Можайска призван в РККА. Участник Великой Отечественной войны: доброволец Можайского истребительного батальона по уничтожению диверсантов, в 1942—1944 годах — командир взвода зенитной артиллерии 202-й танковой бригады на Брянском фронте, старший лейтенант, дослужился до майора. В декабре 1944 года комиссован после тяжёлого ранения, инвалид II группы. В 1943 году вступил в ВКП(б). Награждён орденами Отечественной войны I степени (дважды) и II степени, Красной Звезды, медалями.  
В 1945—1951 годах работал учителем истории Куженерской средней школы Марийской АССР. В 1955 году с отличием окончил Марийский педагогический институт имени Н. К. Крупской. В 1951 году заступил на партийную работу: инструктор, в 1960—1963 годах — заведующий отделом школ и вузов, в 1965—1979 годах — заведующий отделом пропаганды и агитации, в 1979—1985 годах — секретарь по идеологии Марийского областного комитета КПСС.
В 1963—1990 годах, на протяжении 6 созывов, был депутатом Верховного Совета Марийской АССР. В 1980—1985 годах был заместителем председателя Президиума Верховного Совета Марийской АССР.
Награждён орденами Трудового Красного Знамени (дважды), орденом «Знак Почёта», медалями, в том числе медалью «За трудовую доблесть», а также Почётной грамотой Президиума Верховного Совета РСФСР (дважды).
Ушёл из жизни 28 июля 1992 года в Москве.

## Звания и награды
- Заслуженный работник культуры Марийской АССР (1973)[1][2]
- Орден Трудового Красного Знамени (1971, 1976)[1][2]
- Орден «Знак Почёта» (1966)[1][2]
- Орден Отечественной войны I степени (27.10.1944, 06.04.1985)[1][2]
- Орден Отечественной войны II степени (06.11.1943)[1][2]
- Орден Красной Звезды (10.07.1943)[1][2]
- Медаль «За победу над Германией в Великой Отечественной войне 1941—1945 гг.» (09.05.1945)[3]
- Медаль «За трудовую доблесть» (1960)[1][2]
- Юбилейная медаль «За доблестный труд. В ознаменование 100-летия со дня рождения Владимира Ильича Ленина»
- Почётная грамота Президиума Верховного Совета РСФСР (1965, 1983)[1][2]
- Почётная грамота Президиума Верховного Совета Марийской АССР (1957)[1][2]